# Wienerlied
Wienerlieder er en sanggenre der har sine rødder i Wien. Den musikalske tradition kan dateres tilbage til det 17. århundrede, og fremføres typisk af gadesangere. Kunstformen er en blanding af sang og historiefortælling, med hovedvægt på fortællingens indhold og budskab fremfor skønsang. Den kan betragtes som en forløber for kunstformer som Spoken word, poetry slam og rap.
Wienerlied er tæt forbundet med Vaudeville.
| Musik | Spire Denne musikartikel er en spire som bør udbygges. Du er velkommen til at hjælpe Wikipedia ved at udvide den. |